# Wyścigowe Mistrzostwa Węgier 1950
1950 – sezon wyścigowych mistrzostw Węgier.